# Clytie pulverosa
Clytie pulverosa är en fjärilsart som beskrevs av W. Warren 1913. Clytie pulverosa ingår i släktet Clytie och familjen nattflyn. Inga underarter finns listade i Catalogue of Life.